# Associazione Sportiva Roma 1965-1966
Questa voce raccoglie le informazioni riguardanti l'Associazione Sportiva Roma nelle competizioni ufficiali della stagione 1965-1966.

## Stagione
Dopo l'allontanamento di Juan Carlos Lorenzo, sulla panchina giallorossa il nuovo presidente Franco Evangelisti decide di ingaggiare il "Mago di Turi": Oronzo Pugliese, allenatore rustico e tenace, grande lavoratore. Nello stesso anno le scarse risorse economiche nelle quali naviga la società, costringono il presidente a cedere molti giocatori, tra i quali il più illustre è "Picchio" De Sisti, giovane campione cresciuto nel vivaio giallorosso ed affermatosi come leader del centrocampo della Roma, ceduto alla Fiorentina per 170 milioni più il cartellino di Benaglia. La vendita del giovane campione, che qualche anno dopo porterà lo scudetto a Firenze, crea non pochi malumori alla piazza. Molti tifosi protestano contro la presidenza, ma le esigenze di bilancio sono più forti delle volontà della tifoseria. Comincia in questi anni a caratterizzarsi quella squadra incolore e poco gloriosa definita come la "Rometta", appellativo che accompagnerà la squadra capitolina fino alla fine degli anni 1970. Quest'anno la squadra, nonostante alcune vittorie prestigiose, su tutte quella per 2-0 contro i campioni del mondo dell'Inter di Moratti, si classifica ottava.

## Divise
La divisa primaria è costituita da maglia rossa con colletto a polo giallo, pantaloncini bianchi, calze rosse bordate di giallo; in trasferta viene usata una maglia bianca con colletto a polo e con una banda giallorossa obliqua, pantaloncini bianchi e calzettoni bianchi bordati di giallorosso. I portieri hanno tre maglie: una nera, una verde, una nera con colletto a polo giallorosso decorata con una V giallorossa; queste sono abbinate a calzoncini neri e calzettoni rossi bordati di giallo.
| Casa | Trasferta | 1ª portiere | 2ª portiere | 3ª portiere |

## Organigramma societario
Di seguito l'organigramma societario.
Area direttiva
- Presidente: Franco Evangelisti

Area tecnica
- Allenatore: Oronzo Pugliese

Area sanitaria
- Medici sociali: Gatello Di Martino, Folco Rossi
- Massaggiatori: Roberto Minaccioni

## Rosa
Di seguito la rosa.
| N. |                   | Ruolo | Calciatore              |
| -- | ----------------- | ----- | ----------------------- |
|    | Italia (bandiera) | P     | Fabio Cudicini          |
|    | Italia (bandiera) | P     | Alberto Ginulfi         |
|    | Italia (bandiera) | P     | Enzo Matteucci          |
|    | Italia (bandiera) | D     | Mario Ardizzon          |
|    | Italia (bandiera) | D     | Francesco Cappelli      |
|    | Italia (bandiera) | D     | Francesco Carpenetti    |
|    | Italia (bandiera) | D     | Giacomo Losi (capitano) |
|    | Italia (bandiera) | D     | Aldo Sensibile          |
|    | Italia (bandiera) | D     | Glauco Tomasin          |
|    | Italia (bandiera) | C     | Renato Benaglia         |

| N. |                    | Ruolo | Calciatore             |
| -- | ------------------ | ----- | ---------------------- |
|    | Perù (bandiera)    | C     | Víctor Morales Benítez |
|    | Italia (bandiera)  | C     | Sergio Carpanesi       |
|    | Italia (bandiera)  | C     | Mauro Nardoni          |
|    | Italia (bandiera)  | C     | Elvio Salvori          |
|    | Italia (bandiera)  | C     | Angelo Spanio          |
|    | Italia (bandiera)  | C     | Giuseppe Tamborini     |
|    | Italia (bandiera)  | A     | Paolo Barison          |
|    | Brasile (bandiera) | A     | José Ricardo da Silva  |
|    | Italia (bandiera)  | A     | Fulvio Francesconi     |
|    | Italia (bandiera)  | A     | Lamberto Leonardi      |

## Calciomercato
Di seguito il calciomercato.
| Acquisti | Acquisti               | Acquisti    | Acquisti      |
| R.       | Nome                   | da          | Modalità      |
| -------- | ---------------------- | ----------- | ------------- |
| D        | Francesco Cappelli     | Tevere Roma | definitivo    |
| D        | Aldo Sensibile         | Lecce       | definitivo    |
| C        | Renato Benaglia        | Fiorentina  | definitivo    |
| C        | Víctor Morales Benítez | Milan       | definitivo    |
| C        | Jürgen Schütz          | Messina     | fine prestito |
| C        | Angelo Spanio          | Napoli      | definitivo    |
| A        | Paolo Barison          | Sampdoria   | definitivo    |
| A        | José Ricardo da Silva  | Sampdoria   | definitivo    |

| Cessioni | Cessioni                | Cessioni   | Cessioni   |
| R.       | Nome                    | a          | Modalità   |
| -------- | ----------------------- | ---------- | ---------- |
| C        | Giancarlo De Sisti      | Fiorentina | definitivo |
| C        | Karl-Heinz Schnellinger | Milan      | definitivo |
| C        | Jürgen Schütz           | Torino     | prestito   |
| A        | Antonio Angelillo       | Milan      | definitivo |
| A        | Pedro Manfredini        | Inter      | definitivo |
| A        | Bruno Nicolè            | Sampdoria  | definitivo |

## Risultati

### Serie A

#### Girone di andata
| Arbitro: | Roversi (Bologna) |

|                    |           |              |
| Vinício 50’ (rig.) | Marcatori | 18’ da Silva |

| Arbitro: | Righi (Milano) |

|  |           |                              |
|  | Marcatori | 27’ Muzzio 41’ (rig.) Massei |

| Arbitro: | Genel (Trieste) |

|  |           |             |
|  | Marcatori | 56’ Barison |

| Arbitro: | Monti (Ancona) |

|                         |           |  |
| Benítez 62’ Barison 74’ | Marcatori |  |

| Arbitro: | De Robbio (Torre Annunziata) |

|                                 |           |  |
| Leonardi 71’ Barison 88’ (rig.) | Marcatori |  |

| Arbitro: | Campanati (Milano) |

|  |           |             |
|  | Marcatori | 39’ D'Amato |

| Torino 17 ottobre 1965, ore 15:00 7ª giornata | Juventus      | 0 – 0 referto | Roma | Stadio Comunale (10 950 spett.)\| Arbitro: \| Motta (Monza) \| |
| Arbitro:                                      | Motta (Monza) |               |      |                                                                |

| Roma 24 ottobre 1965, ore 15:00 8ª giornata | Roma            | 0 – 0 referto | Napoli | Stadio Olimpico di Roma (71 948 spett.)\| Arbitro: \| Genel (Trieste) \| |
| Arbitro:                                    | Genel (Trieste) |               |        |                                                                          |

| Arbitro: | Campanati (Milano) |

|                                     |           |                   |
| Haller 17’ Pascutti 55’ Nielsen 87’ | Marcatori | 82’ (aut.) Janich |

| Arbitro: | Di Tonno (Lecce) |

|                        |           |                    |
| Rambaldelli 57’ (aut.) | Marcatori | 51’ (rig.) Facchin |

| Arbitro: | Angonese (Mestre) |

|                                 |           |            |
| Rivera 53’ Sormani 67’ Mora 87’ | Marcatori | 72’ Spanio |

| Arbitro: | Bernardis (Firenze) |

|               |           |  |
| Tamborini 26’ | Marcatori |  |

| Arbitro: | De Robbio (Torre Annunziata) |

|              |           |             |
| Ardizzon 37’ | Marcatori | 44’ Bianchi |

| Arbitro: | Righi (Milano) |

|  |           |                 |
|  | Marcatori | 72’ Francesconi |

| Arbitro: | Angonese (Mestre) |

|                    |           |  |
| Bettoni 75’ (aut.) | Marcatori |  |

| Arbitro: | Bernardis (Firenze) |

|                                       |           |  |
| Rizzo 6’, 63’ Cappellaro 20’ Riva 36’ | Marcatori |  |

| Varese 16 gennaio 1966, ore 14:30 17ª giornata | Varese           | 0 – 0 referto | Roma | Stadio Franco Ossola (7 528 spett.)\| Arbitro: \| Politano (Cuneo) \| |
| Arbitro:                                       | Politano (Cuneo) |               |      |                                                                       |

#### Girone di ritorno
| Arbitro: | De Robbio (Torre Annunziata) |

|              |           |  |
| da Silva 48’ | Marcatori |  |

| Arbitro: | Carminati (Milano) |

|                                |           |              |
| Massei 53’ Benaglia 88’ (aut.) | Marcatori | 33’ da Silva |

| Arbitro: | Bernardis (Trieste) |

|             |           |  |
| Barison 31’ | Marcatori |  |

| Arbitro: | Di Tonno (Lecce) |

|                               |           |                        |
| Mazzola 30’ (rig.) Suárez 60’ | Marcatori | 28’ Barison 31’ Spanio |

| Arbitro: | Varazzani (Parma) |

|               |           |  |
| Tamborini 56’ | Marcatori |  |

| Roma 27 febbraio 1966, ore 15:00 23ª giornata | Lazio          | 0 – 0 referto | Roma | Stadio Olimpico di Roma (50 956 spett.)\| Arbitro: \| Monti (Ancona) \| |
| Arbitro:                                      | Monti (Ancona) |               |      |                                                                         |

| Arbitro: | Righi (Milano) |

|              |           |                |
| Benaglia 78’ | Marcatori | 28’ Bercellino |

| Arbitro: | Lo Bello (Siracusa) |

|          |           |  |
| Cané 81’ | Marcatori |  |

| Arbitro: | De Marchi (Pordenone) |

|                                     |           |             |
| Spanio 26’ Leonardi 30’ Barison 58’ | Marcatori | 83’ Nielsen |

| Arbitro: | Righi (Milano) |

|             |           |  |
| Facchin 33’ | Marcatori |  |

| Arbitro: | Angonese (Mestre) |

|             |           |  |
| Tomasin 80’ | Marcatori |  |

| Arbitro: | Lo Bello (Siracusa) |

|            |           |                 |
| Simoni 70’ | Marcatori | 65’ Francesconi |

| Arbitro: | Varazzani (Parma) |

|                                            |           |  |
| Pagani 7’ Brülls 14’ Carpenetti 73’ (aut.) | Marcatori |  |

| Arbitro: | Righi (Milano) |

|  |           |                         |
|  | Marcatori | 44’ Hamrin 63’ Brugnera |

| Arbitro: | Francescon (Padova) |

|               |           |  |
| Oltramari 62’ | Marcatori |  |

| Arbitro: | Lo Bello (Siracusa) |

|                    |           |  |
| Vescovi 47’ (aut.) | Marcatori |  |

| Arbitro: | Marchiori (Padova) |

|                               |           |  |
| Soldo 12’ (aut.) Ardizzon 66’ | Marcatori |  |

### Coppa Italia
| Arbitro: | Varazzani (Parma) |

|                                 |           |  |
| Lessi 101’ Leonardi 106’ (aut.) | Marcatori |  |

### Coppa delle Fiere
| Arbitro: | Schalks |

|                                   |           |             |
| Venables 32’, 40’, 46’ Graham 67’ | Marcatori | 34’ Barison |

| Roma 6 ottobre 1965, ore 21:15 Primo turno - Ritorno | Roma        | 0 – 0 referto | Chelsea | Stadio Flaminio\| Arbitro: \| Baumgartner \| |
| Arbitro:                                             | Baumgartner |               |         |                                              |

## Statistiche

### Statistiche di squadra
Di seguito le statistiche di squadra.
| Competizione      | Punti | In casa | In casa | In casa | In casa | In casa | In casa | In trasferta | In trasferta | In trasferta | In trasferta | In trasferta | In trasferta | Totale | Totale | Totale | Totale | Totale | Totale | DR |
| Competizione      | Punti | G       | V       | N       | P       | Gf      | Gs      | G            | V            | N            | P            | Gf           | Gs           | G      | V      | N      | P      | Gf     | Gs     | DR |
| ----------------- | ----- | ------- | ------- | ------- | ------- | ------- | ------- | ------------ | ------------ | ------------ | ------------ | ------------ | ------------ | ------ | ------ | ------ | ------ | ------ | ------ | -- |
| Serie A           | 36    | 17      | 10      | 4       | 3       | 17      | 9       | 17           | 3            | 6            | 8            | 11           | 22           | 34     | 13     | 10     | 11     | 28     | 31     | -3 |
| Coppa Italia      | -     | 0       | 0       | 0       | 0       | 0       | 0       | 1            | 0            | 0            | 1            | 0            | 2            | 1      | 0      | 0      | 1      | 0      | 2      | -2 |
| Coppa delle Fiere | -     | 1       | 0       | 1       | 0       | 0       | 0       | 1            | 0            | 0            | 1            | 1            | 4            | 2      | 0      | 1      | 1      | 1      | 4      | -3 |
| Totale            | -     | 18      | 10      | 5       | 3       | 17      | 9       | 19           | 3            | 6            | 10           | 12           | 28           | 37     | 13     | 11     | 13     | 29     | 37     | -8 |

### Andamento in campionato
| Giornata  | 1 | 2  | 3 | 4 | 5 | 6 | 7 | 8 | 9  | 10 | 11 | 12 | 13 | 14 | 15 | 16 | 17 | 18 | 19 | 20 | 21 | 22 | 23 | 24 | 25 | 26 | 27 | 28 | 29 | 30 | 31 | 32 | 33 | 34 |
| --------- | - | -- | - | - | - | - | - | - | -- | -- | -- | -- | -- | -- | -- | -- | -- | -- | -- | -- | -- | -- | -- | -- | -- | -- | -- | -- | -- | -- | -- | -- | -- | -- |
| Luogo     | T | C  | T | C | T | C | T | C | T  | C  | T  | C  | C  | T  | C  | T  | T  | C  | T  | C  | T  | C  | T  | C  | T  | C  | T  | C  | T  | T  | C  | T  | C  | C  |
| Risultato | N | P  | V | V | V | P | N | N | P  | N  | P  | V  | N  | V  | V  | P  | N  | V  | P  | V  | N  | V  | N  | N  | P  | V  | P  | V  | N  | P  | P  | P  | V  | V  |
| Posizione | 6 | 14 | 9 | 5 | 4 | 8 | 7 | 8 | 11 | 9  | 10 | 9  | 8  | 6  | 6  | 7  | 7  | 7  | 7  | 7  | 7  | 7  | 7  | 7  | 7  | 7  | 7  | 7  | 7  | 8  | 8  | 8  | 8  | 8  |

Legenda:

Luogo: C = Casa; T = Trasferta. Risultato: V = Vittoria; N = Pareggio; P = Sconfitta.

### Statistiche dei giocatori
Desunte dai tabellini del Corriere dello Sport, de La Stampa e de L'Unità.
| Giocatore      | Serie A  | Serie A | Coppa Italia | Coppa Italia | Coppa delle Fiere | Coppa delle Fiere | Totale   | Totale |
| Giocatore      | Presenze | Reti    | Presenze     | Reti         | Presenze          | Reti              | Presenze | Reti   |
| -------------- | -------- | ------- | ------------ | ------------ | ----------------- | ----------------- | -------- | ------ |
| F. Cudicini    | 29       | -26     | 0            | 0            | 1                 | 0                 | 30       | -26    |
| A. Ginulfi     | 3        | -1      | 0            | 0            | 0                 | 0                 | 3        | -1     |
| E. Matteucci   | 3        | -4      | 1            | -2           | 1                 | -4                | 5        | -10    |
| M. Ardizzon    | 30       | 2       | 1            | 0            | 1                 | 0                 | 32       | 2      |
| F. Cappelli    | 0        | 0       | 0            | 0            | 0                 | 0                 | 0        | 0      |
| F. Carpenetti  | 32       | 0       | 0            | 0            | 2                 | 0                 | 34       | 0      |
| G. Losi        | 30       | 0       | 1            | 0            | 2                 | 0                 | 33       | 0      |
| A. Sensibile   | 4        | 0       | 0            | 0            | 0                 | 0                 | 4        | 0      |
| G. Tomasin     | 15       | 1       | 1            | 0            | 1                 | 0                 | 17       | 1      |
| R. Benaglia    | 29       | 1       | 1            | 0            | 2                 | 0                 | 32       | 1      |
| V.M. Benítez   | 10       | 1       | 1            | 0            | 2                 | 0                 | 13       | 1      |
| S. Carpanesi   | 29       | 0       | 1            | 0            | 2                 | 0                 | 32       | 0      |
| M. Nardoni     | 2        | 0       | 0            | 0            | 1                 | 0                 | 3        | 0      |
| E. Salvori     | 10       | 0       | 0            | 0            | 0                 | 0                 | 10       | 0      |
| A. Spanio      | 24       | 3       | 0            | 0            | 0                 | 0                 | 24       | 3      |
| G. Tamborini   | 31       | 2       | 1            | 0            | 2                 | 0                 | 34       | 2      |
| P. Barison     | 32       | 6       | 1            | 0            | 1                 | 1                 | 34       | 7      |
| J.R. da Silva  | 12       | 3       | 1            | 0            | 0                 | 0                 | 13       | 3      |
| F. Francesconi | 29       | 2       | 1            | 0            | 2                 | 0                 | 32       | 2      |
| L. Leonardi    | 21       | 2       | 1            | 0            | 2                 | 0                 | 24       | 2      |

## Giovanili

### Piazzamenti
- Primavera: 
  - Campionato Primavera: ?

### Videografia
- Manuela Romano (a cura di), La storia della A.S. Roma (10 DVD-Video), Corriere dello Sport, Rai Trade, 2006.